# بيل باومان
بيل باومان (بالإنجليزية: Bill Baumann)‏ هو سياسي أسترالي، ولد في 12 أكتوبر 1942 في المملكة المتحدة. حزبياً، نشط في الحزب الوطني الأسترالي في كوينزلاند ‏. وقد انتخب عضو المجلس التشريعي ولاية كوينزلاند.